# Lijst van administratieve eenheden in Nam Định
Deze lijst bevat een overzicht van administratieve eenheden in de Vietnamese provincie Nam Định.
De provincie Nam Định ligt in het noorden van Vietnam, aan de Golf van Tonkin. De oppervlakte van de provincie bedraagt 1650,8 km² en Nam Định telt ruim 1.991.200 inwoners. Nam Định is onderverdeeld in een stad en negen huyện.

## Stad

### Thành phốNam Định
- Phường Bà Triệu
- Phường Cửa Bắc
- Phường Cửa Nam
- Phường Hạ Long
- Phường Lộc Hạ
- Phường Lộc Vượng
- Phường Năng Tĩnh
- Phường Ngô Quyền
- Phường Nguyễn Du
- Phường Phan Đình Phùng
- Phường Quang Trung
- Phường Thống Nhất
- Phường Trần Đăng Ninh
- Phường Trần Hưng Đạo
- Phường Trân Quang Khải
- Phường Trần Tế Xương
- Phường Trường Thi
- Phường Văn Miếu
- Phường Vị Hoàng
- Phường Vị Xuyên
- Xã Lộc An
- Xã Lộc Hòa
- Xã Mỹ Xá
- Xã Nam Phong
- Xã Nam Vân

## Huyện

### Huyện Giao Thủy
- Thị trấn Ngô Đồng
- Thị trấn Quất Lâm
- Xã Bạch Long
- Xã Bình Hòa
- Xã Giao An
- Xã Giao Châu
- Xã Giao Hà
- Xã Giao Hải
- Xã Giao Hương
- Xã Giao Lạc
- Xã Giao Long
- Xã Giao Nhân
- Xã Giao Phong
- Xã Giao Tân
- Xã Giao Thiện
- Xã Giao Thịnh
- Xã Giao Tiến
- Xã Giao Xuân
- Xã Giao Yến
- Xã GiaoThanh
- Xã Hoành Sơn
- Xã Hồng Thuận

### Huyện Hải Hậu
- Thị trấn Cồn
- Thị trấn Thịnh Long
- Thị trấn Yên Định
- Xã Hải An
- Xã Hải Anh
- Xã Hải Bắc
- Xã Hải Châu
- Xã Hải Chính
- Xã Hải Cường
- Xã Hải Đông
- Xã Hải Đường
- Xã Hải Giang
- Xã Hải Hà
- Xã Hải Hòa
- Xã Hải Hưng
- Xã Hải Lộc
- Xã Hải Long
- Xã Hải Lý
- Xã Hải Minh
- Xã Hải Nam
- Xã Hải Ninh
- Xã Hải Phong
- Xã Hải Phú
- Xã Hải Phúc
- Xã Hải Phương
- Xã Hải Quang
- Xã Hải Sơn
- Xã Hải Tân
- Xã Hải Tây
- Xã Hải Thanh
- Xã Hải Toàn
- Xã Hải Triều
- Xã Hải Trung
- Xã Hải Vân
- Xã Hải Xuân

### Huyện Mỹ Lộc
- Thị trấn Mỹ Lộc
- Xã Mỹ Hà
- Xã Mỹ Hưng
- Xã Mỹ Phúc
- Xã Mỹ Tân
- Xã Mỹ Thắng
- Xã Mỹ Thành
- Xã Mỹ Thịnh
- Xã Mỹ Thuận
- Xã Mỹ Tiến
- Xã Mỹ Trung

### Huyện Nam Trực
- Thị trấn Nam Giang
- Xã Bình Minh
- Xã Điền Xá
- Xã Đồng Sơn
- Xã Hồng Quang
- Xã Nam Cường
- Xã Nam Dương
- Xã Nam Hải
- Xã Nam Hoa
- Xã Nam Hồng
- Xã Nam Hùng
- Xã Nam Lợi
- Xã Nam Mỹ
- Xã Nam Thái
- Xã Nam Thắng
- Xã Nam Thanh
- Xã Nam Tiến
- Xã Nam Toàn
- Xã Nghĩa An
- Xã Tân Thịnh
- Xã Trực Hưng

### Huyện Nghĩa Hưng
- Thị trấn Liễu Đề
- Thị trấn Quỹ Nhất
- Thị trấn Rạng Đông
- Xã Hoàng Nam
- Xã Nam Điền
- Xã Nghĩa Bình
- Xã Nghĩa Châu
- Xã Nghĩa Đồng
- Xã Nghĩa Hải
- Xã Nghĩa Hồng
- Xã Nghĩa Hùng
- Xã Nghĩa Lạc
- Xã Nghĩa Lâm
- Xã Nghĩa Lợi
- Xã Nghĩa Minh
- Xã Nghĩa Phong
- Xã Nghĩa Phú
- Xã Nghĩa Phúc
- Xã Nghĩa Sơn
- Xã Nghĩa Tân
- Xã Nghĩa Thái
- Xã Nghĩa Thắng
- Xã Nghĩa Thành
- Xã Nghĩa Thịnh
- Xã Nghĩa Trung

### Huyện Trực Ninh
- Thị trấn Cát Thành
- Thị trấn Cổ Lễ
- Xã Liêm Hải
- Xã Phương Định
- Xã Trực Chính
- Xã Trực Cường
- Xã Trực Đại
- Xã Trực Đạo
- Xã Trực Hùng
- Xã Trực Khang
- Xã Trực Mỹ
- Xã Trực Nội
- Xã Trực Phú
- Xã Trực Thái
- Xã Trực Thắng
- Xã Trực Thanh
- Xã Trực Thuận
- Xã Trực Tuấn
- Xã Trung Đông
- Xã Việt Hùng

### Huyện Vụ Bản
- Thị trấn Gôi
- Xã Cộng Hòa
- Xã Đại An
- Xã Đại Thắng
- Xã Hiển Khánh
- Xã Hợp Hưng
- Xã Kim Thái
- Xã Liên Bảo
- Xã Liên Minh
- Xã Minh Tân
- Xã Minh Thuận
- Xã Quang Trung
- Xã Tam Thanh
- Xã Tân Khánh
- Xã Tân Thành
- Xã Thành Lợi
- Xã Trung Thành
- Xã Vĩnh Hào

### Huyện Xuân Trường
- Thị Trân Xuân Trường
- Xã Thọ Nghiệp
- Xã Xuân Bắc
- Xã Xuân Châu
- Xã Xuân Đài
- Xã Xuân Hoà
- Xã Xuân Hồng
- Xã Xuân Kiên
- Xã Xuân Ngọc
- Xã Xuân Ninh
- Xã Xuân Phong
- Xã Xuân Phú
- Xã Xuân Phương
- Xã Xuân Tân
- Xã Xuân Thành
- Xã Xuân Thượng
- Xã Xuân Thủy
- Xã Xuân Tiến
- Xã Xuân Trung
- Xã Xuân Vinh

### Huyện ý Yên
- Thị trấn Lâm
- Xã Yên Bằng
- Xã Yên Bình
- Xã Yên Chính
- Xã Yên Cường
- Xã Yên Đồng
- Xã Yên Dương
- Xã Yên Hồng
- Xã Yên Hưng
- Xã Yên Khang
- Xã Yên Khánh
- Xã Yên Lộc
- Xã Yên Lợi
- Xã Yên Lương
- Xã Yên Minh
- Xã Yên Mỹ
- Xã Yên Nghĩa
- Xã Yên Nhân
- Xã Yên Ninh
- Xã Yên Phong
- Xã Yên Phú
- Xã Yên Phúc
- Xã Yên Phương
- Xã Yên Quang
- Xã Yên Tân
- Xã Yên Thắng
- Xã Yên Thành
- Xã Yên Thọ
- Xã Yên Tiến
- Xã Yên Trị
- Xã Yên Trung
- Xã Yên Xá